# Holopogon angustifacies
Holopogon angustifacies là một loài ruồi trong họ Asilidae. Holopogon angustifacies được Lehr miêu tả năm 1972. Loài này phân bố ở vùng Cổ Bắc giới.